# Bhawani Singh
 (décembre 2014).
Si vous disposez d'ouvrages ou d'articles de référence ou si vous connaissez des sites web de qualité traitant du thème abordé ici, merci de compléter l'article en donnant les références utiles à sa vérifiabilité et en les liant à la section « Notes et références ».
Bhawani Singh, né le 22 octobre 1931 à Jaipur et mort le 17 avril 2011 à Gurgaon, est maharaja en titre de Jaipur de 1970 à 1971 (la principauté est abolie en 1949 mais les titres ne le sont qu'en 1971).

## Biographie

### Prince héritier de Jaipur
Le prince Sawai Bhawani Singh est le fils du roi Man Singh II et de sa première épouse Marudhar Kanwar. Il est le premier héritier à naître d'un maharaja régnant depuis un siècle (ses deux prédécesseurs étant adoptés). Il entre dans l'armée en 1951.

### Maharaja de Jaipur
Le 24 juin 1970, Man Singh II meurt accidentellement. Son fils ainé lui succède comme maharaja titulaire de Jaipur et le demeure jusqu'à l'abolition des titres princiers par Indira Gandhi en décembre 1971. Bhawani Singh épouse Padmini Devi. De ce mariage, ils n'ont qu'une fille, la princesse Diya Kumari, devenue femme politique.

### Mort et succession
Bhawani Singh s'éteint le 17 avril 2011 à l'âge de 79 ans. N'ayant pas de fils, c'est son petit-fils Padmanabh, âgé de treize ans, qui lui succède comme chef de la maison de Jaipur.